# Мерова
Мерова (с ивр. — «приумножение»; 1Цар. 14:49; Merab; Merav) — ветхозаветный персонаж, первая дочь царя Саула; старшая сестра Мелхолы.
Саул обещал царю Давиду выдать её за него замуж, но вопреки обещанию выдал её за Адриеля (Адриэла) из Мехолы:

И сказал Саул Давиду: вот старшая дочь моя, Мерова; я дам ее тебе в жену, только будь у меня храбрым и веди войны Господни. … Но Давид сказал Саулу: кто я, и что жизнь моя и род отца моего в Израиле, чтобы мне быть зятем царя? А когда наступило время отдать Мерову, дочь Саула, Давиду, то она выдана была в замужество за Адриэла из Мехолы.— 1Цар. 18:17—19